# 11239 Marcgraf
A 11239 Marcgraf (ideiglenes jelöléssel 4141 P-L) a Naprendszer kisbolygóövében található aszteroida. Cornelis Johannes van Houten,  Ingrid van Houten-Groeneveld és Tom Gehrels fedezte fel 1960. szeptember 24-én.